# Rosa Anderson
Wilhelmine Elisabeth Lina Rosa Anderson, Pseudonym: Rosa Kaulitz-Niedeck, (* 10. März 1881 als Rosa Kaulitz in Niedeck; † nach 1973) war eine deutsche Schriftstellerin.

## Leben
Sie wurde auf der Königlichen Domäne Niedeck geboren und war die Tochter des königlichen Amtmanns Georg Vincenz  Kaulitz. Nach dem Besuch der Franckeschen Stiftungen in Halle (Saale) ging sie an Schwertfegers Institut nach Göttingen und hospitierte in Literaturgesellschaften. Im Anschluss studierte sie an der Universität Bonn.
Mit 17 Jahren veröffentlichte Rosa Kaulitz ihre ersten schriftstellerischen Arbeiten. Überregionale Bekanntheit erlangte sie durch ihr noch im Jahr des Ausbruchs des Ersten Weltkrieges erschienenes Buch, das sich mit dem Thema „Wie können Frauen sich in der Kriegszeit nützlich machen“ beschäftigt und weite Verbreitung fand.
Rosa Kaulitz lernte den aus dem Baltikum stammenden Redakteur Ernst Anderson kennen, den sie heiratete. Ihr Mann war unter anderem in Gießen, Bonn und bei der Trierer Zeitung tätig. Er starb im Jahre 1930. Auch nach der Eheschließung publizierte Rosa Anderson meist weiter unter ihrem Mädchennamen, dem sie zusätzlich ihren Geburtsort anfügt hatte.
Ab 1921 lebte sie auf dem Gut ihres Ehemannes in Hapsal in Estland. 1939 zog sie von dort nach Hamburg um.

## Werke (Auswahl)
- Der alte Bonner Friedhof und seine berühmtesten Gräber, Bonn, [1910].
- Wie können sich die Frauen in der Kriegszeit nützlich machen? Trier, 1914 (als Rosa Anderson).
- Die geele Box. Goethes Erlebnisse in Trier, Berlin, 1924.
- Das Dichtergrab auf Ösel. Ein Buch für Freunde und Verehrer von Walter Flex. Mit einem Feldpostbrief von Walter Flex. Als Anhang: Deutsche Soldatengräber an Ösel, Heilbronn, 1926.
- Die Mara. Das Leben eine berühmten Sängerin, Heilbronn, 1929.
- Hapsal. Ein nordisches al fresco, Reval, 1930.
- Aus der dritten Zone. Erlebnisse und Bilder aus der Besatzungszeit, Pritzwalk, 1930.
- Die Vergessenen von der Insel, Hamburg, 1946.